# Ket'
Il Ket' (in russo  Кеть?; nel corso superiore Bol'šaja Ket', Большая Кеть) è un fiume della Russia siberiana nordoccidentale (Territorio di Krasnojarsk e Oblast' di Tomsk), fra i principali affluenti di destra dell'Ob'.
Proviene dalle paludi dello spartiacque Ob'-Enisej e procede in una zona debolmente rilevata con direzione nord-occidentale; successivamente piega verso occidente ed entra nel bassopiano della Siberia Occidentale, in una zona piatta e dal drenaggio difficile. Arrivato a pochi chilometri dal letto dell'Ob' si divide in due distinti bracci: il Togur Ket', che sfocia a nord della città di Kolpaševo, e il Kopylov Ket', che svolta verso nord-ovest e scorre parallelo all'Ob' per 160 km fino a Narym.
Il Ket' riceve moltissimi affluenti, i principali dei quali sono: Sočur, Kel'ma, Čagisejka, Togolika, Orlovka, Lisica, Eltyrëva, Pikovka, Pajdugina da destra, Malaja Ket', Mendel', Elovaja, Olënka, Čačamga e Sujga da sinistra.
Il regime del fiume è analogo a quello di tutti i fiumi siberiani: ad un periodo di piena tardo primaverile-estivo segue una pronunciata magra fra novembre e fine aprile-maggio, in cui il fiume è sigillato dal ghiaccio.
Il fiume è navigabile a monte della foce fino al centro abitato di Ust'-Ozërnoe; verso la fine del XIX secolo venne inoltre costruito un canale navigabile (chiamato Canale Ob'-Enisej) fra il suo corso e quello del fiume Kas, affluente sinistro dello Enisej, permettendo così di mettere in comunicazione due fra i più imponenti bacini fluviali del pianeta.
Il Ket' non incontra, nel suo corso, importanti centri urbani, visto il basso popolamento del suo bacino.